# 昂坪纜車墮下事故

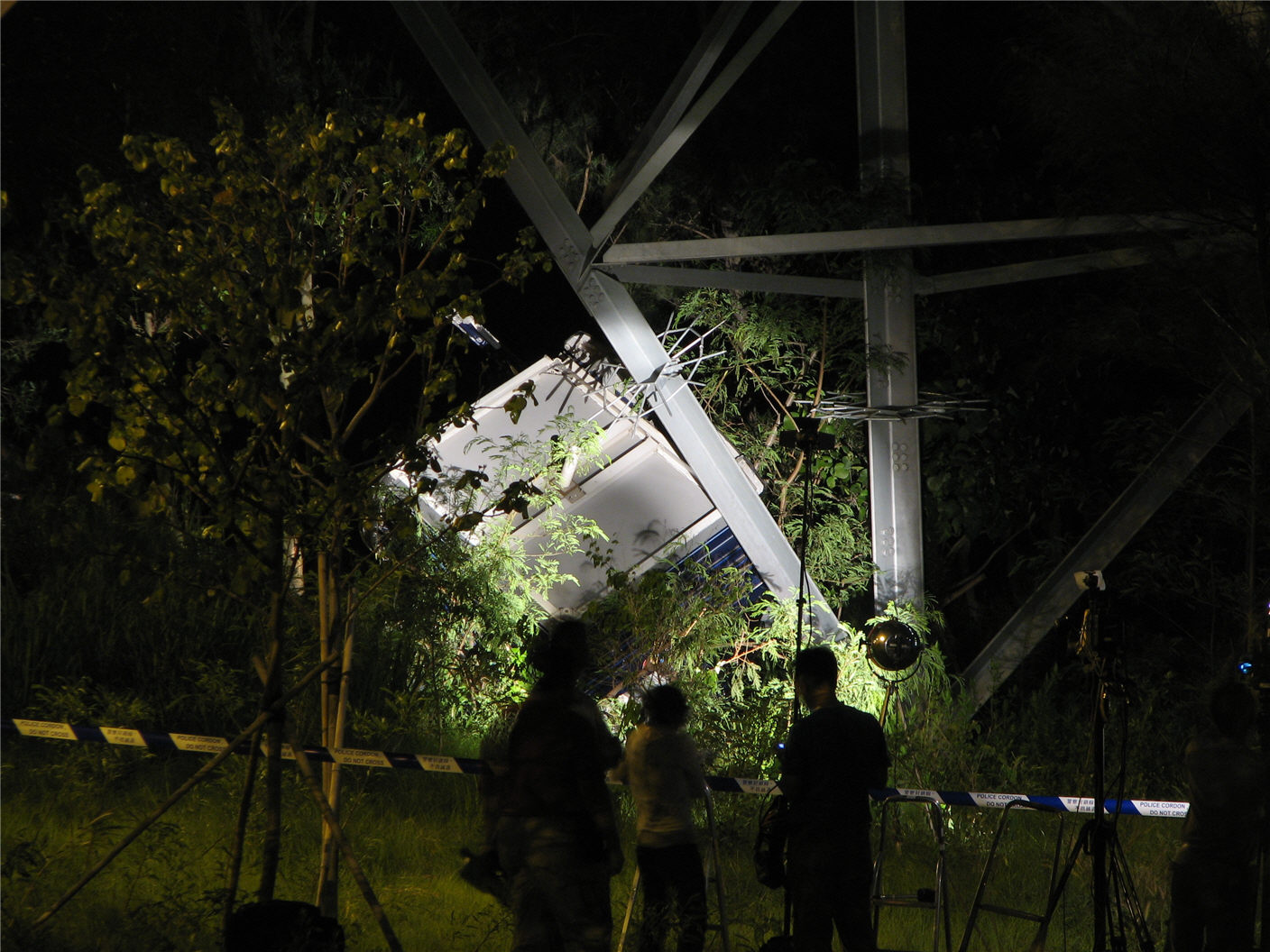
纜車墮下事故現場

昂坪纜車墮下事故發生於香港時間2007年6月11日晚上約8時20分，位於香港大嶼山的一輛昂坪360纜車於途經赤鱲角南路旁的纜塔時，突然從52米高空墜地，由於當時不是營運時間，纜車上無乘客，事件中無傷亡；此次事故為昂坪360通車至今最嚴重的一次意外。香港政府、立法會、傳媒及旅遊業均對事態表示高度關注，國際傳媒亦有報道事件。政府隨即勒令昂坪360無限期停駛，直至完成調查及尋找解決問題方法為止。

## 經過

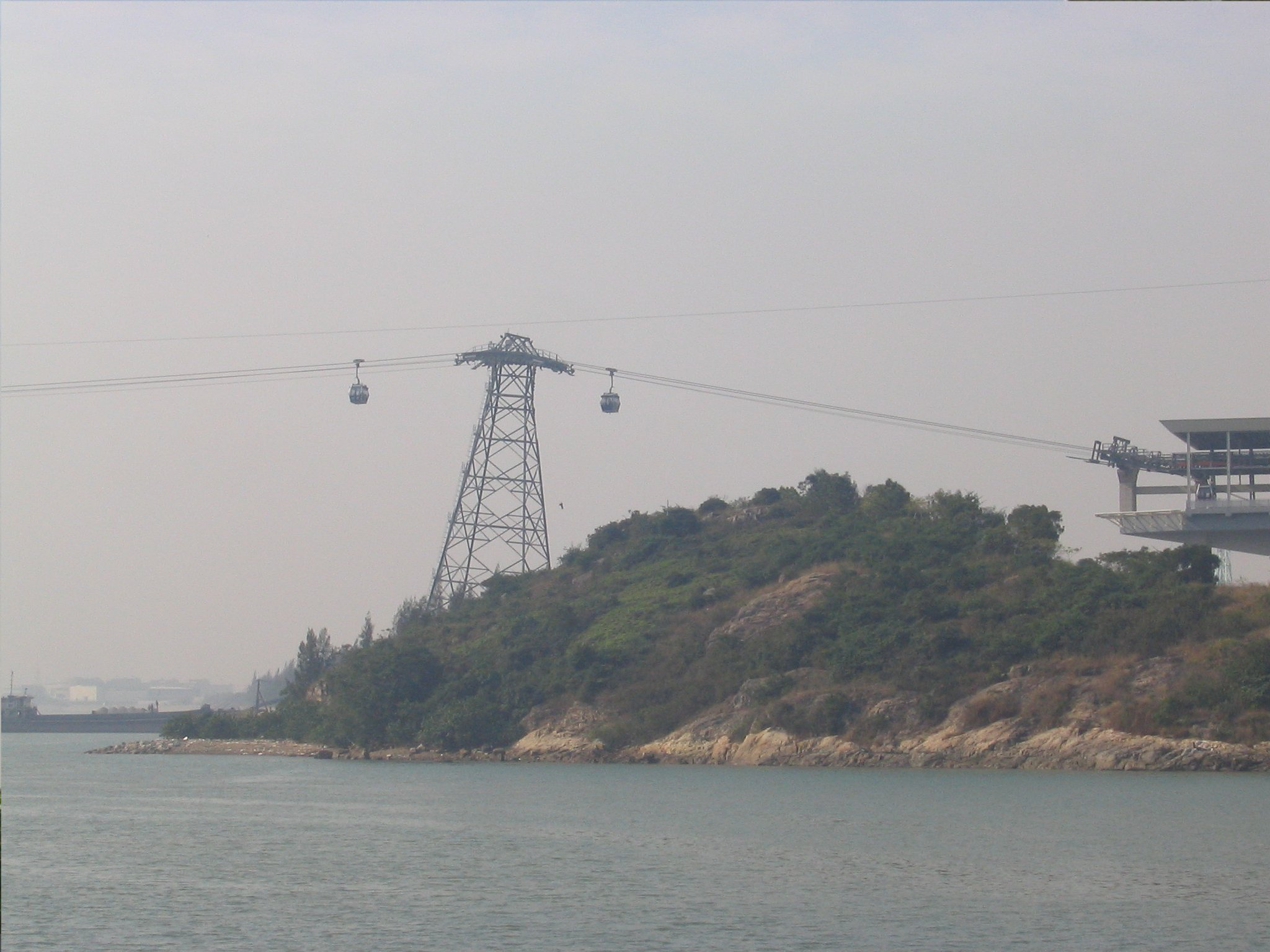
發生纜車車卡墮下事故的2A號纜塔。

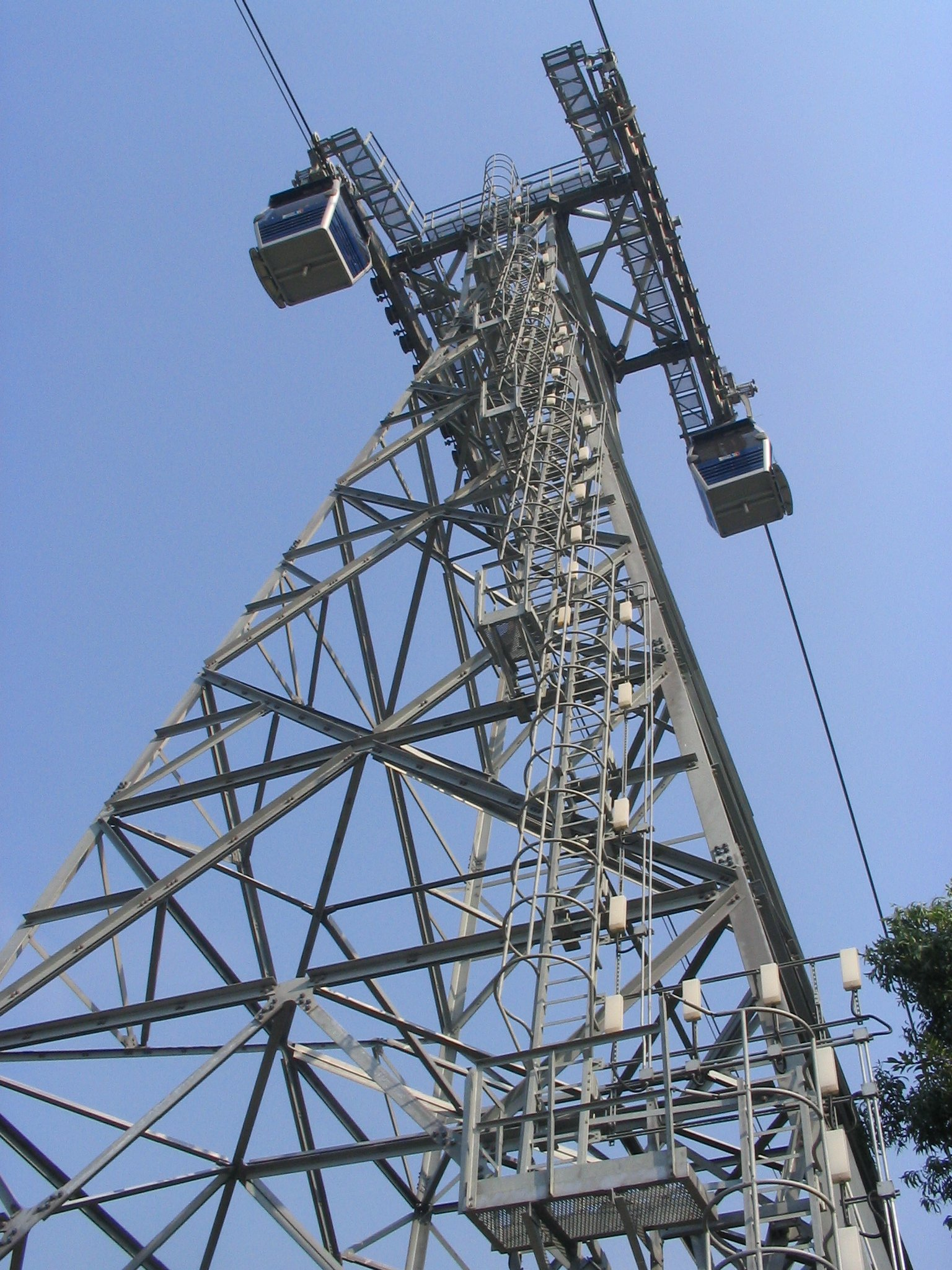
與發生事故同一類型的纜塔。

2007年6月11日晚上，昂坪360在進行速度測試，運行速度為每秒7米（而日常運行速度為每秒5米）。至晚上約8時20分，21號車卡與前面的車卡準備經過位於赤鱲角南路與觀景路交界的迴旋處附近的2A號纜塔。前面的車卡順利通過纜塔後，21號車卡經過纜塔時脫離索道，從52米上空墮入草叢。由於事發時為非營運時間，故此車廂內無乘客，車卡墮地後嚴重損毀，目擊者於晚上8時37分報警。警察到場後封鎖現場，大批消防人員趕到現場，經搜索後確認無人被圍困或者因此而受傷。

## 善後
事發後，昂坪360、全資擁有的地鐵有限公司（下稱地鐵，現為香港鐵路有限公司）及機電工程署人員到場調查，並場進行攝影及檢查其餘車卡有否墮下的危機。經濟發展及勞工局局長葉澍堃發表聲明，亦就事件會見傳媒，表達「政府高度關注事故，已飭令纜車公司暫停服務，並要求地鐵及機電署全面調查，找出事故原因，同時採取一切措施確保纜車運作安全」。
昂坪360營運商Skyrail於事發後翌日凌晨1時宣布，即時停止運作纜車，並且全方位調查事件原因。地鐵發表聲明，表示對事故高度重視，並且強調確保昂坪360的旅客安全是地鐵首要任務。昂坪360常務董事高德偉（Bill Calderwood）表示，相信車卡墮下事故不涉及操作問題，他亦無意願辭職。他強調，纜車過去亦曾經以事發時的速度行駛，並無超速。他特別指出車卡是由地鐵有限公司直接從意大利製造商Leitner購買，Skyrail作為營運商只會負上與營運相關的責任。

## 調查及行動
地鐵有限公司聯同香港政府在2007年9月18日召開記者招待會交代由機電工程署發布的刑事調查報告。報告指出，車廂下墜當日，昂坪纜車正在進行周年檢查及測驗，事發前正在模擬一組制動系統失靈，由平常的電腦全面控制，改變由人手操作。結果編號21的車廂在整個纜索系統急停時嚴重傾側，並且撞向纜塔而墜下。調查顯示，有人涉嫌違反了法例規定，進行了測試手冊內無列明的程序。肇事纜塔的數十個與運作相關的齒輪嚴重受到損害，而纜車公司正在進行第二階段例行檢查，測試車卡在不同負重情況下的表現。事發前的3日，昂坪360剛好完成了歷時3日的首階段年度檢查。
地鐵其後與Skyrail-ITM就撤換管理層的問題達成協議，以收購纜車公司方式終止合作。同年11月6日，新任昂坪360董事總經理張少華表示，纜車重新啟用準備已經展開，期望於同年年底前恢復。
事後，昂坪360有限公司及多名前任高層被律政司起訴，前Skyrail-ITM（Hong Kong）Ltd.常務董事高德偉（William A. Calderwood）涉嫌疏忽地沒有向該公司員工提供必要的煞車測試程序及工作指示，使到轄下的架空纜車可能對附近的人構成不安全，遭到律政司票控違反 《架空纜車（安全）條例》，於2008年1月10日正式提堂。Skyrail前助理維修經理李杰來則被控告於事發當日疏忽地進行煞車測試，控辯雙方同意合併與Skyrail前助理維修經理的傳票處理。2009年3月5日，律政司基於原營運商Skyrail已經認罪及判處罰款5,000元，因而承擔了全部責任，若果再次進行審訊則不符合公眾利益，最後決定不起訴高德偉及李杰來兩人。

## 恢復服務
纜車系統經過6個月的停止運作，在硬件更新及連串運行測試後，昂坪360於2007年12月28日宣佈在機電工程署的批准下，於同年12月31日恢復其載客服務，並且更改纜車標誌及使用4款新的車廂塗裝。

## 影響
由於臨近香港主權移交十周年的旅遊旺季，昂坪360的停駛為到昂坪市集帶來一定了一定程度的負面影響。對此，昂坪360承諾在纜車停駛期間，昂坪市集商戶可以獲得免租優惠。此外，由2007年7月1日起，昂坪360聯同地鐵（現稱港鐵）旗下的港島綫、荃灣綫、觀塘綫、將軍澳綫或者東涌綫提供免費回程優惠，以及聯同新大嶼山巴士為於昂坪市集購物的顧客提供交通接駁優惠，及提供來往昂坪市集及寶蓮寺的免費接駁巴士8S。
香港旅遊發展局於事發前印製了100萬份的宣傳刊物因此不能夠派出，而準備在境外播放的旅遊宣傳短片亦需要刪除相關內容及進行修改。
發生事件的同時，在台灣台北的貓空纜車由於製造公司與本系統製造公司為同一東主，兩者相似度又很高，隨即被質疑安全性，不過官方均稱系統完全不同。

## 軼事
嘻哈音樂組合農夫曾推出歌曲《全民皆估》，藉此事件比喻股市大跌。此外，有不少網民刻意把昂坪360的主題曲《身心啟迪之旅》惡搞為《身心墜毀之旅 （页面存档备份，存于）》，同時亦有網民將《福佳始終有你》惡搞成為《出醜始終有你》。甚至有網民將李克勤的歌曲《花落誰家》惡搞成為車落奇差。

## 外部連結
- 2007年6月11日昂坪纜車車廂墜下事故 - 專家委員會報告 （页面存档备份，存于）
- 2007年6月11日昂坪纜車車廂墜下事故 - 專家委員會報告摘要 （页面存档备份，存于）